# Kanton Damville
Der Kanton Damville war bis 2015 ein französischer Wahlkreis im Arrondissement Évreux, im Département Eure und in der Region Haute-Normandie; sein Hauptort war Damville, Vertreter im Generalrat des Départements war zuletzt von 2001 bis 2015 Françoise Charpentier.
Der 16 Gemeinden umfassende Kanton war 183,05 km² groß und hatte 8379 Einwohner (Stand: 2012).

## Gemeinden
| Gemeinde             | Einwohner | Code Postal | Code INSEE |
| -------------------- | --------- | ----------- | ---------- |
| Avrilly              | 323       | 27240       | 27032      |
| Buis-sur-Damville    | 768       | 27240       | 27416      |
| Chanteloup           | 60        | 27240       | 27145      |
| Corneuil             | 385       | 27240       | 27172      |
| Damville             | 2.017     | 27240       | 27198      |
| Les Essarts          | 282       | 27240       | 27225      |
| Gouville             | 287       | 27240       | 27293      |
| Grandvilliers        | 334       | 27240       | 27297      |
| L’Hosmes             | 80        | 27570       | 27341      |
| Manthelon            | 271       | 27240       | 27387      |
| Roman                | 248       | 27240       | 27491      |
| Le Roncenay-Authenay | 296       | 27240       | 27024      |
| Le Sacq              | 240       | 27240       | 27503      |
| Sylvains-les-Moulins | 919       | 27240       | 27693      |
| Thomer-la-Sôgne      | 302       | 27240       | 27634      |
| Villalet             | 74        | 27240       | 27688      |

## Bevölkerungsentwicklung
| 1962 | 1968 | 1975 | 1982 | 1990 | 1999 |
| ---- | ---- | ---- | ---- | ---- | ---- |
| 3768 | 4251 | 4504 | 5342 | 6488 | 6886 |